# Little Lever
Little Lever – wieś w Anglii, w hrabstwie ceremonialnym Wielki Manchester, w dystrykcie metropolitalnym Bolton. Leży 15 km na północny zachód od centrum miasta Manchester. W 2001 miejscowość liczyła 11 505 mieszkańców.